# Viaduc d'Arbre
Le viaduc d'Arbre est un pont mis en service en 1997 situé sur la LGV 1 belge, sur le territoire de la commune d'Ath.
Construit pour franchir la vallée de la Dendre Orientale, il traverse également la ligne 90 (entre les gares de Maffle et de Mévergnies-Attre), la nationale 56 et le canal Blaton-Ath.